# Politechnika Palestyńska
Politechnika Palestyńska (ar. جامعة بوليتكنك فلسطين, PPU) – palestyńska publiczna uczelnia wyższa, zlokalizowana w Hebronie na Zachodnim Brzegu.
Uczelnia została założona w 1978 roku przez Unię Absolwentów Uniwersytetów, pozarządową organizację działającą w rejonie Hebronu. W roku akademickim 2013/2014 studiowała na niej ok. 6000 studentów.

## Struktura organizacyjna
- Koledż studiów administracyjnych i informatycznych
- Koledż studiów zawodowych
- Koledż Stosowanych Nauk Ścisłych
- Koledż Inżynierii i Technologii
- Wydział Ciągłego Kształcenia
- Wydział Biotechnologii[2]